# Темпора (видавництво)
Темпора — видавництво, засноване 2001 року у Києві. Спеціалізується на виданні історичної, військово-історичної, мемуарно-історичної та мемуарно-архівної літератури. Основна тематика — українська історія кінця XIX — початку XX ст.
Видавництво є співорганізатором військово-історичних та уніформологічних виставок у Литві та Латвії.

## Доробок
В доробку — серія «Vita memoriae», у якій вже вийшли спогади та щоденники Євгена Чикаленка, київський щоденник Дмитра Донцова, листи Євгена Коновальця, спогади Миколи Чеботаріва, а також низка книг, присвячених історії визвольних змагань 1917—1921 рр.: праці Дмитра Дорошенка, Ісаака Мазепи, Миколи Капустянського, Євгена Маланюка, Миколи Ґалаґана, та ін. 
Серед публікацій сучасних авторів — історичний роман-хроніка «Тіні зникомі» та автобіографічна оповідь-есе «На березі часу. Мій Київ. Входини» відомого українського письменника Валерія Шевчука, а також роботи науковців, присвячені історії української армії, офіцерському корпусу Армії УНР, спецслужбі уряду УНР в екзилі, окремим персоналіям.
В серії «Likbez-абетка» вийшли книги:
- Новітні міфи та фальшивки про походження українців
- Леонід Залізняк. Походження українців: між наукою та ідеологією.
- Лариса Масенко. (У)мовна (У)країна.
- Кирило Галушко. Народи, етноси, нації.

## Нагороди
Переможець національного конкурсу «Книжка року» 2003, 2004 та 2005 років у номінації «Постаті» та 2006, 2007, 2008 та 2009 років у номінації «Минувшина». Відзнака Форуму видавців "За внесок у розвиток українського книговидання та просування української книги" (2012).